# Titularbistum Etalonia
Etalonia auch Hetalonia ist ein Titularbistum der römisch-katholischen Kirche.
Es geht zurück auf ein früheres Bistum in der spätantiken römischen Provinz Phönizien im heutigen Syrien. Es gehörte zur Kirchenprovinz Damascus.
| Titularbischöfe von Etalonia |                                                |                                                                               |                  |                    |
| Nr.                          | Name                                           | Amt                                                                           | von              | bis                |
| 1                            | Eugénio Boto da Silva                          | Weihbischof in Braga (Portugal)                                               | 3. Juli 1741     | 19. April 1748     |
| 2                            | Vicente da Gamal Leao                          | Koadjutorbischof in São Sebastião do Rio de Janeiro (Brasilien)               | 19. Juli 1756    | 27. April 1791     |
| 3                            | Lorenz Barlomiej Ignacy Antoni Raczynski OCist | Weihbischof in Gnesen (Polen)                                                 | 27. März 1809    | 1821               |
| 4                            | William Bernard Ullathorne OSB                 | Apostolischer Vikar von Western District, Central-District (Großbritannien)   | 12. Mai 1846     | 29. September 1850 |
| 5                            | Jean Sarrabeyrouse (Sarebayrouze)              | Weihbischof in Ajaccio (Frankreich)                                           | 10. April 1851   | 15. September 1877 |
| 6                            | Johannes Henricus Schaap CSsR                  | Apostolischer Vikar von Niederländisch Guyana-Suriname (Antillen, Westindien) | 20. Juni 1876    | 19. März 1889      |
| 7                            | Luigi Carvelli                                 | Koadjutorbischof in Potenza e Marsico Nuovo (Italien)                         | 18. Februar 1879 | 23. Januar 1880    |
| 8                            | Giuseppe Izzo                                  | Koadjutorbischof von Cava e Sarno (Italien)                                   | 24. Mai 1889     | 3. Dezember 1890   |
| 9                            | Charles Warren Currier OSB                     | emeritierter Bischof von Matanzas (Kuba)                                      | 16. Juni 1915    | 23. September 1918 |
| 10                           | Léon-Auguste-Marie-Joseph Durand               | Weihbischof in Marseille (Frankreich)                                         | 10. Januar 1919  | 10. März 1919      |